# Sony Alpha 6600
α 6500
Le Sony Alpha 6600 (typographié α 6600) est un appareil photographique hybride semi-pro de monture E commercialisé par Sony Alpha en octobre 2019. Il succède à l'Alpha 6500 et apporte un autofocus encore amélioré, une sensibilisé poussée à 102 400 ISO, une poignée plus volumineuse accueillant une batterie plus grande dont la capacité est annoncée comme doublée et une prise casque.

## Présentation et sortie
L'Alpha 6600 est présenté le 29 août 2019 en même temps que l'Alpha 6100. Il est commercialisé au mois d'octobre suivant aux prix de 1 600 € boîtier nu et 2 000 € en kit avec un nouvel objectif zoom 18-135 mm.

## Design
Le design est semblable à celui de l'A6500 mais la poignée est beaucoup plus volumineuse et redessinée, permettant d'accueillir une batterie plus grande, le flash disparaît tandis qu'un bouton personnalisable supplémentaire apparaît. L'écran est orientable à 180°ce qui permet une prise de vue selfie,.

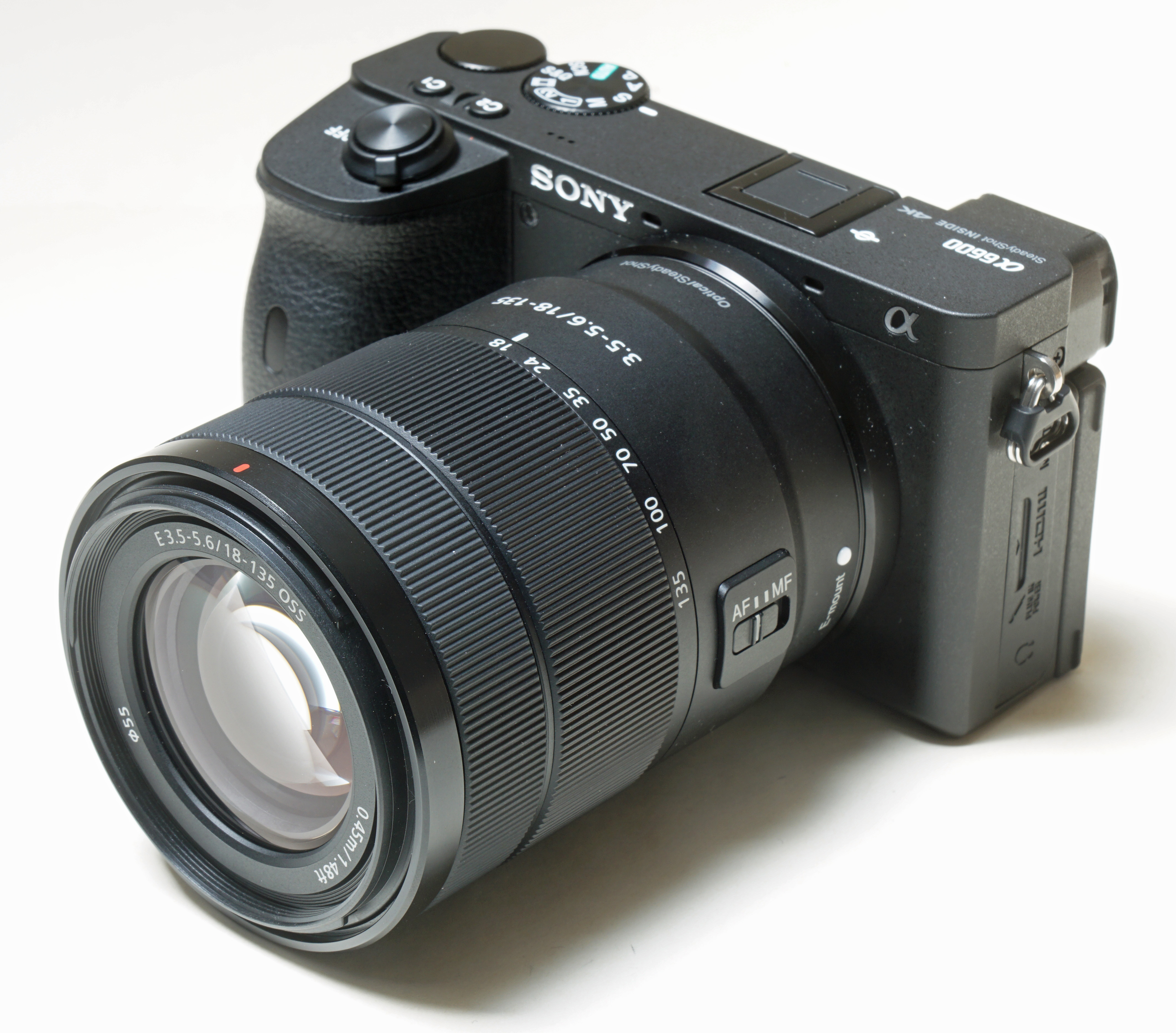
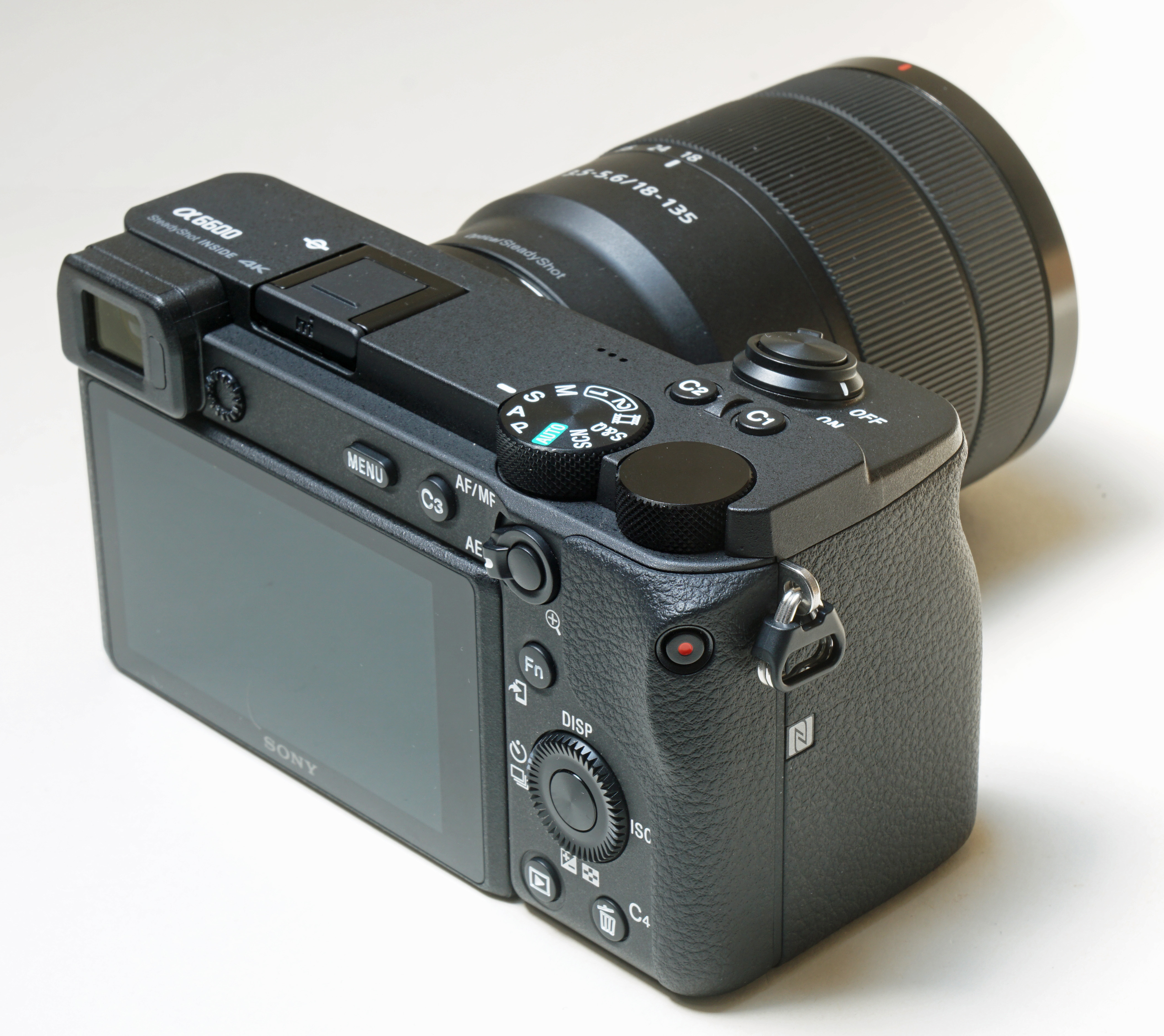
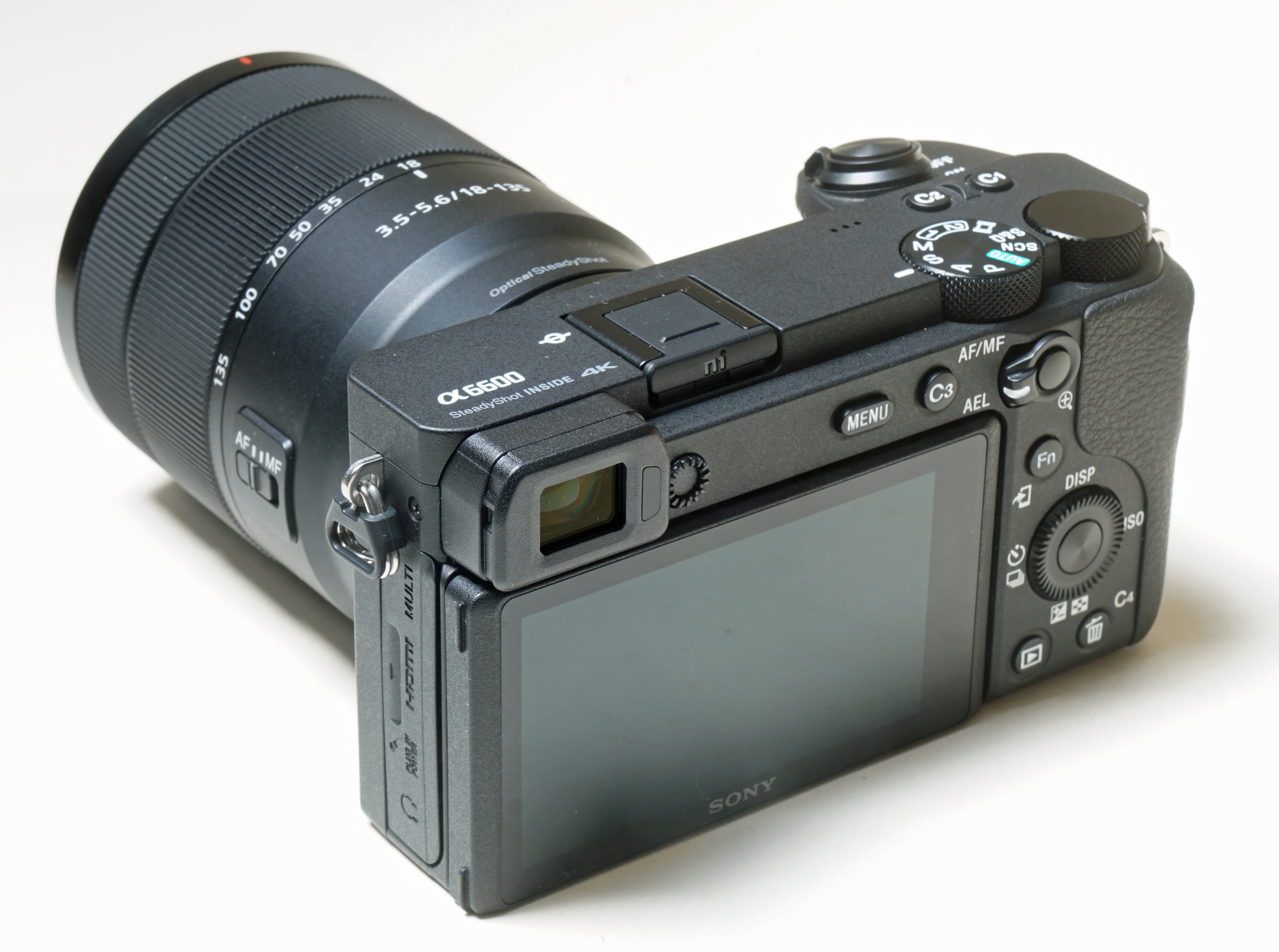
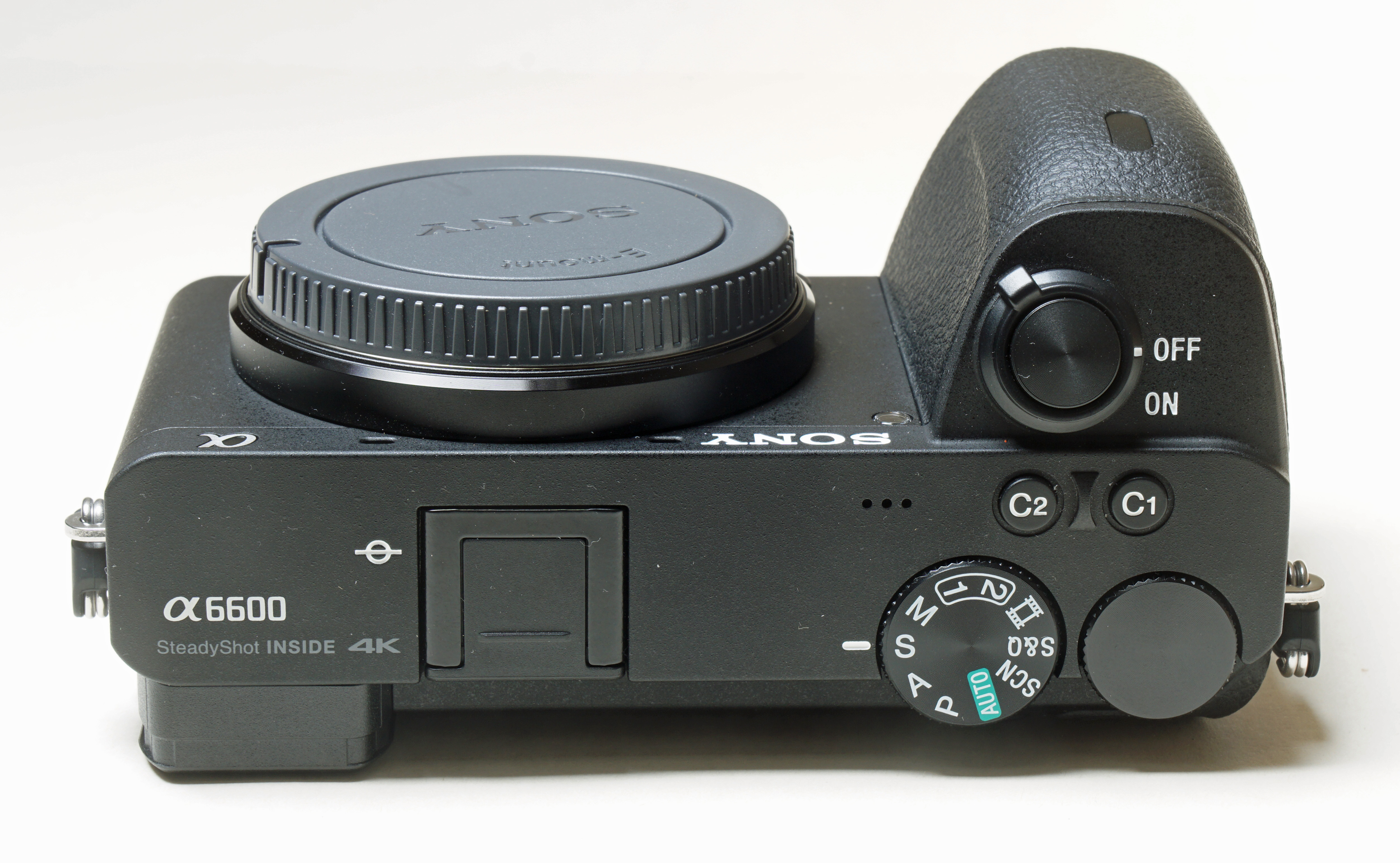
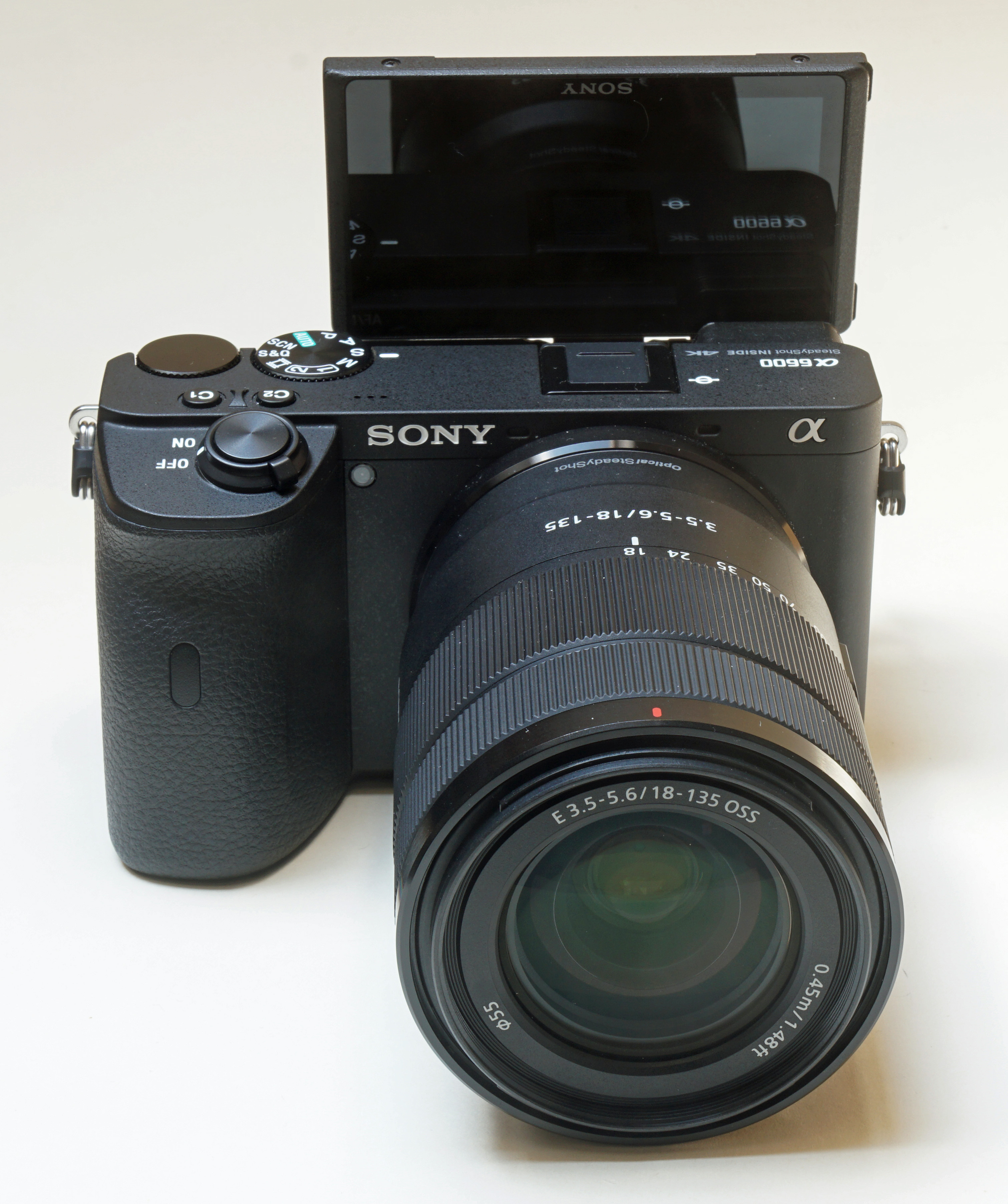

## Caractéristiques techniques
Par rapport à l'Alpha 6500 dont il reprend le capteur de 24,3 mégapixels, l'Alpha 6600 apporte un autofocus encore amélioré, une sensibilité poussée à 102 400 ISO, une poignée plus volumineuse accueillant une batterie plus grande dont la capacité est annoncée comme doublée par le constructeur et une prise casque.

## Accueil
Le site Les Numériques lui décerne 4 étoiles relevant en point positif la stabilisation du capteur, la qualité d'image (en photo et vidéo), la tropicalisation, le suivis et la reconnaissance de l'autofocus efficace en photo et en vidéo (l'une des références du marché selon le site), la vidéo 4K sans recadrage , la personnalisation poussée, l'écran tactile et orientable à 180° et la connectique complète. En point négatif, le site signal que l'obturation est limitée à 1/4000 de seconde, que l'écran tactile est sous exploité, que la 4K et limité à 30 i/s et subit un effet de rolling shutter. Le site déplore également l'absence d'USB Type-C et enfin l’incompatibilité avec l'interface UHS-II.

## Concurrence
L'Alpha 6600 se place en alternative des reflex semi-pro Canon EOS 7D Mark II, Nikon D500 et Sony Alpha 77 II, il concurrence les appareils hybrides APS-C ou Micro quatre tiers haut de gamme comme les Fujifilm X-T3, X-T4 et X-Pro3, le Panasonic Lumix G9 et l'Olympus OMD E-M1 III.